# Гун-ди (Восточная Цзинь)
Цзиньский Гун-ди (кит. трад. 晉恭帝), личное имя Сыма Дэвэнь (кит. трад. 司馬德文, пиньинь Sīmǎ Déwén, 386—421) — пятнадцатый император империи Цзинь; одиннадцатый император эпохи Восточная Цзинь. Последний император империи Цзинь

## Биография
Сыма Дэвэнь был вторым сыном императора Сяоу-ди. В 392 году он получил титул Ланъе-ван (琅邪王) — высший знатный титул империи. В 397 году император был убит своей наложницей, и на престол взошёл слабоумный старший брат Сыма Дэвэня — Сыма Дэцзун. Так как тот не мог даже самостоятельно есть или одеваться, то в быту Сыма Дэвэнь постоянно заботился о старшем брате, а государственными делами вместо него занимались регенты.
В 403 году Хуань Сюань провозгласил создание нового государства Чу, а Сыма Дэвэню дал титул Шиян-гуна (石陽公). Весной 404 года генерал Лю Юй поднял восстание против Хуань Сюаня, и через несколько дней подошёл к Цзянькану. Хуань Сюань бежал в Цзянлин, взяв с собой Сыма Дэцзуна и Сыма Дэвэня. Лю Юй провозгласил восстановление империи Цзинь, а летом 404 года подошёл с войсками к Цзянлину. Хуань Сюнь был убит, а Ван Канчань и Ван Тэнчжи вновь провозгласили в Цзянлине Сыма Дэцзуна императором. Однако вскоре Хуань Чжэнь — племянник Хуань Сюаня — неожиданно захватил Цзянлин и взял Сыма Дэцзуна и Сыма Дэвэня в заложники. Весной 405 года Лю Юй взял Цзянлин, и Хуань Чжэнь бежал. Император был возвращён в столицу Цзянькан, однако вся власть теперь перешла к Лю Юю.
Лю Юй продолжал концентрировать в своих руках всё больше власти, и расширял границы империи, воюя против варварских государств на севере. В 416 году Сыма Дэвэнь предпринял поездку в отвоёванный Лоян, чтобы попытаться восстановить гробницы первых императоров империи Цзинь, и вернулся в Цзянькан в 418 году; о результатах этой поездки сведений не сохранилось.
Лю Юй предпринял несколько попыток убить императора, но Сыма Дэвэнь тщательно опекал своего старшего брата, и несколько попыток отравления провалились. Лишь когда в районе празднования нового 419 года Сыма Дэвэнь заболел, и находился у себя дома, Ван Шаочжи смог проникнуть в императорские покои, и задушить императора. Сыма Дэвэнь был возведён на трон как император Гун-ди.
Лю Юю, носившему до этого титул Сун-гун (宋公), был дарован новым императором титул Сун-ван (宋王), а в 420 году, император был вынужден издать указ о своём отречении от престола и о передаче трона Лю Юю. Лю Юй объявил о создании вместо империи Цзинь нового государства — империя Сун.
Лю Юй дал Сыма Дэвэню титул Линлин-ван (零陵王), и поселил во дворце неподалёку от столичного Цзянькана. Вскоре Лю Юй, опасаясь, что Сыма Дэвэнь может стать угрозой его правлению, отправил Чжан Вэя, чтобы тот отравил бывшего императора, но Чжан Вэй предпочёл выпить отравленное вино сам. Братьям жены Сыма Дэвэня было приказано отравить всех сыновей, которые будут рождаться у бывшей императорской четы. Опасаясь за свою жизнь Сыма Дэвэнь и его жена готовили себе сами из лично приобретаемых продуктов.
Осенью 421 года посланная Лю Юем группа военных явилась к Сыма Дэвэню, пока его жена принимала своих братьев в другом доме, и приказала ему принять яд. Сыма Дэвэнь отказался, заявив, что буддизм не одобряет самоубийств, и тогда солдаты его задушили. Он был похоронен с императорскими почестями.

## Девизы правления
- Юаньси (元熙 Yuánxī) 419—420